# Jussi Vatanen
Jussi Vatanen, född 30 januari 1978 i Sonkajärvi, är en finländsk skådespelare.
Vatanen har bland annat medverkat i filmerna Okänd soldat (2017) och Höstlöv som faller (2023). Han har även medverkat i tv-serien Piiritys.

## Filmografi (i urval)
- 2017 – Okänd soldat
- 2023 – Piiritys (TV-serie)
- 2023 – Höstlöv som faller